# Radio Fórmula
Grupo Fórmula es una red mexicana de radio hablada. Fundada en 1968, los programas de Radio Fórmula se transmiten a través de 100 estaciones en México, así como varias estaciones en los Estados Unidos.

## Historia
Radio Fórmula se fundó el 19 de octubre de 1931, pero sus orígenes se remontan a 1968, cuando varias estaciones de la Ciudad del México se separaron del sistema Radiópolis de Emilio Azcárraga Vidaurreta. Entre estas estaban XEDF-AM 970. Para 1984, Radio Fórmula operaba cinco estaciones en la Ciudad de México: 970 AM, 1470 AM, 1500 AM, 103.3 FM y 104.1 FM. 
El 19 de septiembre de 1985, la sede de Radio Fórmula en la Colonia Doctores de la Ciudad de México fue destruida por un terremoto de 8.1 grados, el cual terminó con la vida de varios conductores y empleados y sacó las estaciones de AM más de un mes fuera del aire (las estaciones de FM se transmitían desde la Torre Latinoamericana). La red más tarde se reubicó en Polanco, en la parte del oeste de la ciudad. El periodista Pedro Ferriz de Con, quien conducía un noticiario por las mañanas en XEDF-AM, apenas logró sobrevivir y pasó más de un año hospitalizado, mientras que Sergio Rod y Gustavo Calderón, conductores en las mañanas de XEAI-AM, fallecieron.
En 1987, Radio Fórmula se relanzó bajo la administración de Rogerio Azcárraga Madero, el sobrino de Emilio Azcárraga Vidaurreta. Esto terminó en el establecimiento de una programación que ofrecía una amplia gama de programas entre noticiosos, deportivos, de finanzas, entretenimiento y charla femenina. Entre las personalidades que ha trabajado para Radio Fórmula a través de los años están Jorge Saldaña, Héctor Lechuga, Joaquín López-Dóriga, Maxine Woodside, Eduardo Ruiz Healy, Paola Rojas y Jorge Zúñiga.
En 1994, Radio Fórmula empezó a expandirse en territorio nacional y creó tres redes nacionales que presentan los programas de sus personalidades. Esta unidad se conoce ahora como Radio Fórmula Estados. En el 2003, la programación de Radio Fórmula comenzó a estar disponible en los Estados Unidos, en estaciones como KUNX de Los Ángeles, California.[cita requerida]

## Cobertura nacional
| Identificativo | Frecuencia | Ciudad                           | Potencia (kW)  | Cadena                  |
| -------------- | ---------- | -------------------------------- | -------------- | ----------------------- |
| XEKAM-AM       | 950 kHz    | Tijuana, Baja California         | 20.0d / 5.0n   | Primera Cadena          |
| XENT-AM        | 790 kHz    | La Paz, Baja California Sur      | 10.0d / 0.75n  | Primera Cadena          |
| XHNT-FM        | 97.5 MHz   | La Paz, Baja California Sur      | 25             | Primera Cadena          |
| XHV-FM         | 101.7 MHz  | Chihuahua, Chihuahua             | 25             | Primera Cadena          |
| XEYC-AM        | 1460 kHz   | Ciudad Juárez, Chihuahua         | 1.0d / 1.0n    | Primera Cadena          |
| XHQN-FM        | 105.9 MHz  | Torreón, Coahuila                | 25             | Primera Cadena          |
| XERFR-AM       | 970 kHz    | Ciudad de México                 | 50.0d / 4.0n   | Primera Cadena          |
| XEAI-AM        | 1470 kHz   | Ciudad de México                 | 50.0d / 5.0n   | Tercera Cadena          |
| XEDF-AM        | 1500 kHz   | Ciudad de México                 | 50.0d / 5.0n   | Segunda Cadena          |
| XERFR-FM       | 103.3 MHz  | Ciudad de México                 | 58.13          | Primera Cadena          |
| XEDF-FM        | 104.1 MHz  | Ciudad de México                 | 58.13          | Segunda Cadena          |
| XHE-FM         | 105.3 MHz  | Durango, Durango                 | 10             | Primera Cadena          |
| XHERW-FM       | 101.1 MHz  | León, Guanajuato                 | 10             | Primera Cadena          |
| XHACN-FM       | 107.1 MHz  | León, Guanajuato                 | 30             | Trión                   |
| XHAGR-FM       | 105.5 MHz  | Acapulco, Guerrero               | 10             | Primera Cadena          |
| XHACA-FM       | 96.1 MHz   | Acapulco, Guerrero               | 25             | Trión                   |
| XEGAJ-AM       | 790 kHz    | Guadalajara, Jalisco             | '0.25d / 0.25n | Primera Cadena          |
| XEDKN-AM       | 1230 kHz   | Guadalajara, Jalisco             | 1.0d / 0.25n   | Segunda Cadena          |
| XHBON-FM       | 89.5 MHz   | Guadalajara, Jalisco             | 3              | Radio Fórmula Jalisco   |
| XHCVC-FM       | 106.9 MHz  | Cuernavaca, Morelos              | 50             | Primera Cadena          |
| XEACH-AM       | 770 kHz    | Monterrey, Nuevo León            | 25.0d / 1.0n   | Primera Cadena          |
| XEIZ-AM        | 1230 kHz   | Monterrey, Nuevo León            | 10.0d / 1.0n   | Segunda Cadena          |
| XHMON-FM       | 89.3 MHz   | Monterrey, Nuevo León            | 3              | Radio Fórmula Monterrey |
| XHJX-FM        | 88.7 MHz   | Querétaro, Querétaro             | 6              | Primera Cadena          |
| XECAQ-AM       | 740 kHz    | Cancún, Quintana Roo             | 20.0d / 20.0n  | Primera Cadena          |
| XHCAQ-FM       | 92.3 MHz   | Cancún, Quintana Roo             | 10             | Primera Cadena          |
| XHSMR-FM       | 90.1 MHz   | San Luis Potosí, San Luis Potosí | 25             | Trión                   |
| XHEX-FM        | 88.7 MHz   | Culiacán, Sinaloa                | 25             | Primera Cadena          |
| XHACE-FM       | 91.3 MHz   | Mazatlán, Sinaloa                | 10             | Primera Cadena          |
| XHYF-FM        | 91.5 MHz   | Hermosillo, Sonora               | 25             | Primera Cadena          |
| XHEHF-FM       | 89.1 MHz   | Nogales, Sonora                  | 3              | Fénix 89.1              |
| XHHGR-FM       | 94.1 MHz   | Villahermosa, Tabasco            | 25             | Primera Cadena          |
| XHNLT-FM       | 96.1 MHz   | Nuevo Laredo, Tamaulipas         | 3              | Primera Cadena          |
| XHMTS-FM       | 103.9 MHz  | Tampico, Tamaulipas              | 25             | Primera Cadena          |
| XHEOM-FM       | 98.5 MHz   | Coatzacoalcos, Veracruz          | 25             | Primera Cadena          |
| XHXK-FM        | 100.1 MHz  | Poza Rica de Hidalgo, Veracruz   | 25             | Primera Cadena          |
| XHAVR-FM       | 89.1 MHz   | Veracruz, Veracruz               | 25             | Primera Cadena          |
| XHETF-FM       | 106.1 MHz  | Veracruz, Veracruz               | 25             | Trión                   |
| XHVG-FM        | 94.5 MHz   | Mérida, Yucatán                  | 10             | Primera Cadena          |
| XHZ-FM         | 105.1 MHz  | Mérida, Yucatán                  | 25             | Trión                   |

### Estaciones afiliadas
| Identificativo | Frecuencia | Ciudad                                   | Cadena                                     | Notas |
| -------------- | ---------- | ---------------------------------------- | ------------------------------------------ | --- |
| XHAC-FM        | 106.9 MHz  | Aguascalientes, Aguascalientes           | Radio Fórmula 106.9 FM                     | |
| XHRAC-FM       | 97.3 MHz   | Campeche, Campeche                       | Radio Fórmula 97.3 FM                      | |
| XHAL-FM        | 97.7 MHz   | Manzanillo, Colima                       | Fórmula Manzanillo 97.7 FM                 | Retransmite los noticieros de Grupo Fórmula.                                                                      |
| XHATM-FM       | 105.1 MHz  | Morelia, Michoacán                       | Primera Cadena                             | Convenió con Cadena RASA para retransmitir la programación de Radio Fórmula 1° Cadena                             |
| XHAX-FM        | 93.7 MHz   | Oaxaca, Oaxaca                           | Radio Fórmula 93.7 FM                      | |
| XEPOP-AM       | 1120 kHz   | Puebla de Zaragoza, Puebla               | Fórmula 1120 AM                            | Pertenece a Cinco Radio retransmite los programas y noticieros de Radio Fórmula.                                  |
| XHPUE-FM       | 104.3 MHz  | Puebla de Zaragoza, Puebla               | Pasión FM                                  | Pertenece a Cinco Radio retransmite los programas y noticieros de Radio Fórmula.                                  |
| XEEH-AM        | 1520 kHz   | San Luis Río Colorado, Sonora            | La Primera 1520 AM                         | Retransmite los programas y noticieros de Radio Fórmula.                                                          |
| XHGW-FM        | 99.3 MHz   | Ciudad Victoria, Tamaulipas              | Radio Fórmula 99.3 FM                      | Retransmite los programas y noticieros de Radio Fórmula y Noticieros Locales de ORT                               |
| K281CB-FM      | 104.1 MHz  | Nuevo Laredo, Tamaulipas y Laredo, Texas | NotiGape 104.1 FM                          | Retransmite los programas y noticieros de Radio Fórmula 2° Cadena.                                                |
| XEOR-AM        | 1390 kHz   | Reynosa, Tamaulipas                      | NotiGape 1390 AM                           | Retransmite los programas de Radio Fórmula.                                                                       |
| XHEOQ-FM       | 91.7 MHz   | Reynosa, Tamaulipas                      | NotiGape 91.7 FM + HD1 + Radio Fórmula HD2 | Retransmite los programas y noticieros de Radio Fórmula/Trión. - Radio Fórmula 1° Cadena, repetidora de XERFR-FM. |
| XEEW-AM        | 1420 kHz   | Matamoros, Tamaulipas                    | W 1420                                     | Retransmite los noticieros de Radio Fórmula.                                                                      |

## Programación
Radio Fórmula está organizada en cuatro redes nacionales: la Primera Cadena (dirigido por XERFR-AM/FM), Segunda Cadena (XEDF-AM/FM), la Tercera Cadena (XEAI-AM) y Trión FM/HD.